# Les Escoumins
Pour les articles homonymes, voir Escoumins.
Les Escoumins est une municipalité canadienne au Québec, chef-lieu de la MRC de La Haute-Côte-Nord, dans la région de la Côte-Nord. La municipalité est membre de la Fédération des Villages-relais

## Histoire
Samuel de Champlain, en 1603, lors d'un voyage vers Tadoussac, décrit ainsi ce lieu : « Puis, allant à l'Esquemin, vous rencontrez deux petites iles basses & un petit rocher à terre. Ces dites iles sont environ à une demie lieue de Lesquemin, qui est un fort mauvais port entouré de rochers & asseché à basse mer. Et faut variser pour entrer dedans au derriere d'une petite pointe de rocher, où il n'y peut qu'un vaisseau. Un peu plus haut, il y a une riviere qui va quelque peu dans les terres; c'est le lieu où les Basques font la peche des baleines. Pour dire verité, le port ne vaut du tout rien. ». Il en parle aussi en 1611 et en 1626. « Traditionnellement, on s'est accordé à y voir le montagnais iskomin, de isko ou ishko, jusqu'ici, jusque-là, et min, graines rouges, petits fruits sauvages en général, d'où il y a beaucoup de graines, jusque-là il y a des fruits, des graines; ... ».
Les Escoumins est le premier village fondé sur la Haute-Côte-Nord en 1860.

### Chronologie
- 5 mai 1863 : Érection de la municipalité d'Escoumains.
- 21 septembre 1957 : La municipalité d'Escoumains devient la municipalité d'Escoumins.
- 18 juillet 1987 : La municipalité d'Escoumins devient la municipalité de « Les Escoumins ».

## Géographie
Les Escoumins comprennent le hameau des Petites-Escoumins.

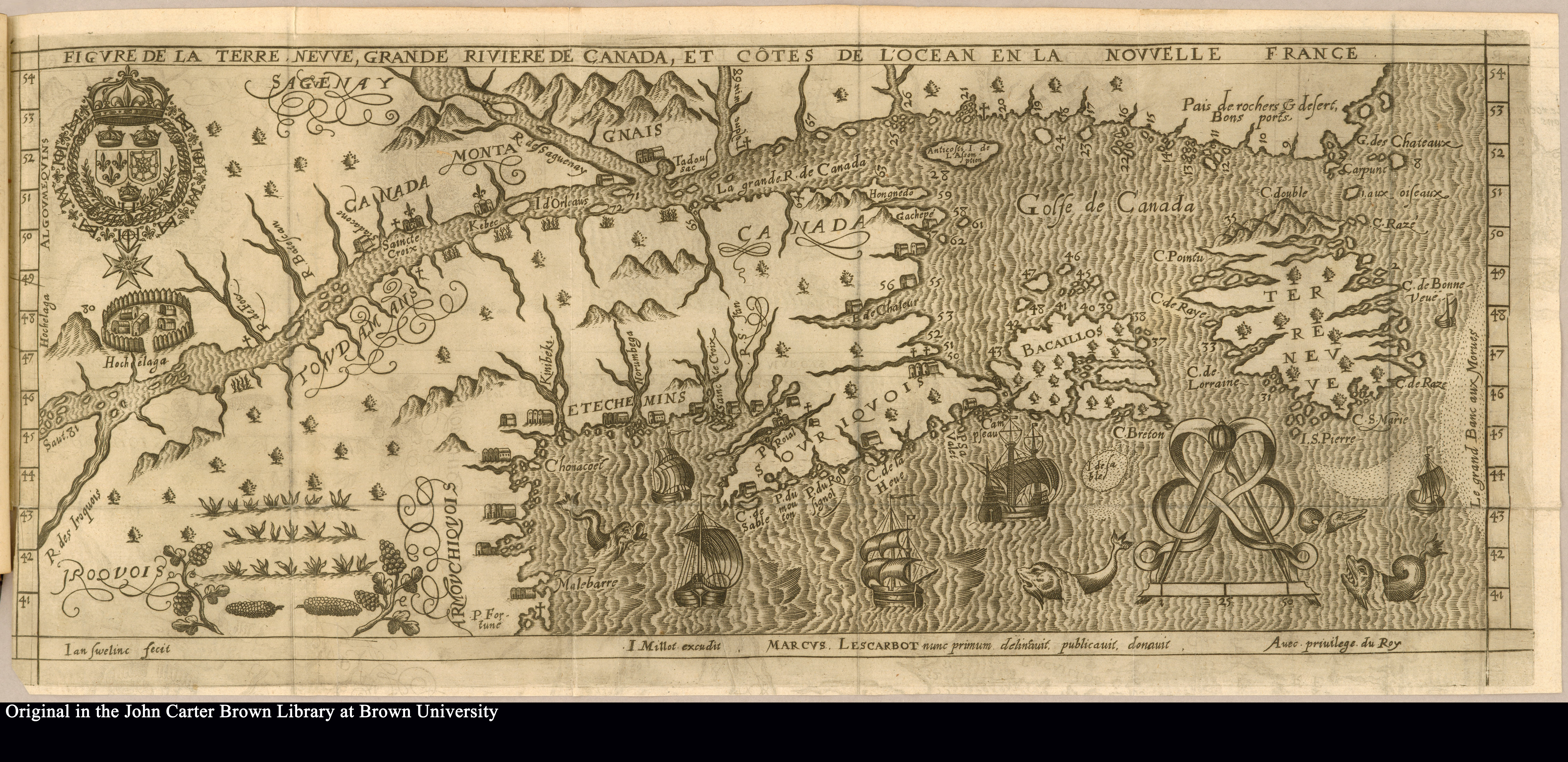
Figvre de la terre nevve, grande riviere de Canada, et côtes de l'ocean en la Novvelle France 1609, carte de Marc Lescarbot de 1609. On peut y remarquer l'emplacement de l'Esquemin, écrit à l'envers, avec un tiret Esque-min.

À partir du pont de la route 138, le courant descend sur km sur le grès (à marée basse) en traversant la baie des Escoumins. Cette baie est caractérisée du:
- côté Nord: par la "Pointe de la Croix" qui constitue une presqu'île s'étirant sur km vers le Sud-Est;
- côté Sud: par la Pointe Rouge où est située le quai du traversier reliant Les Escoumins et Trois-Pistoles.

## Politique
Les Escoumins fait partie de la circonscription électorale de Côte-Nord—Kawawachikamach—Nitassinan au Parlement du Canada et de la circonscription de René-Lévesque à l'Assemblée nationale (Québec).

## Économie
La municipalité des Escoumins en est une de services. Nous y retrouvons plusieurs services publics et privés, dont un hôpital, le centre de santé de La Haute-Côte-Nord. De plus, le tourisme, la foresterie et la pêche sont des activités économiques importantes.
Une des attractions touristiques les plus réputées est la croisière à bord d'embarcations légères, permettant d'approcher les mammifères marins qui fréquentent l'estuaire du Saint Laurent : rorqual commun, baleine à bosse, beluga,et le phoque. De plus, l'entrée du Parc marin du Saguenay–Saint-Laurent, située aux Escoumins, est l'un des sites de plongée les plus recherchés à l'est du Canada grâce à la diversité des espèces qui habitent les fonds marins.
La municipalité possède également une rivière à saumons. Étant donné le relief sous-marin abrupt, les mammifères marins (principalement les belugas et les petits rorquals) fréquentent le rivage des Escoumins de très près.
Dernièrement, la municipalité a été nommée comme village relais pour desservir en services divers ; dont l'hébergement, la restauration, l'information touristique, et l'essence, etc.

### Infrastructures maritimes

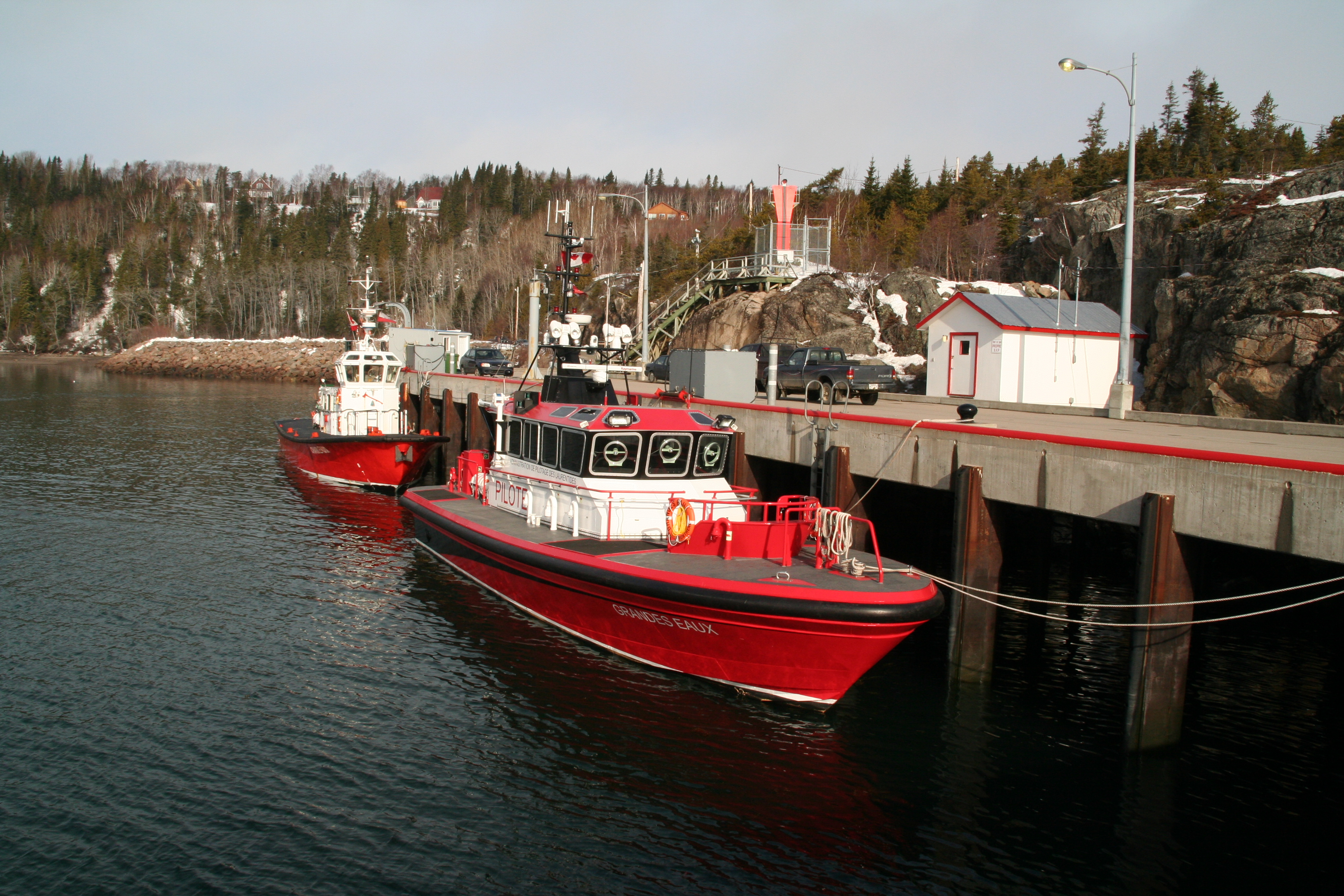
Grandes Eaux, bateau pilote, Anse aux Basques, fleuve Saint-Laurent, Québec, Canada.

La municipalité est également la première étape de l'administration de pilotage des Laurentides, autorité fédérale chargée de piloter les navires dans les eaux dangereuses du Saint-Laurent.
On peut y voir fréquemment un petit navire très rapide, le bateau pilote qui est utilisé pour transporter le(s) pilote(s). Pour les embarquer ou les débarquer des navires selon le cas.
La municipalité a aussi en saison estivale un traversier qui relie les Escoumins à Trois-Pistoles sur la rive-sud du fleuve Saint-Laurent.

## Démographie

### Population
| 1986  | 1991  | 1996  | 2001  | 2006  | 2011  | 2016  | 2021  |
| ----- | ----- | ----- | ----- | ----- | ----- | ----- | ----- |
| 2 350 | 2 212 | 2 136 | 2 106 | 2 073 | 2 000 | 1 891 | 1 794 |

### Langues
En 2021, sur une population de 1794 habitants, Les Escoumins comptait 99,4 % de francophones.

## Administration
Les élections municipales se font en bloc pour le maire et les six conseillers.
| Les Escoumins Maires depuis 2001                                                                                     |                    |         |          |
| Élection | Maire              | Qualité | Résultat |
| 2001 | Marc Bouchard      |         | Voir     |
| 2005 | Pierre Laurencelle |         | Voir     |
| 2009 | Pierre Laurencelle | Voir    |          |
| 2013 | André Desrosiers   |         | Voir     |
| 2017 | André Desrosiers   | Voir    |          |
| 2021 | André Desrosiers   | Voir    |          |
| Élection partielle en italique Depuis 2005, les élections sont simultanées dans toutes les municipalités québécoises |                    |         |          |

## Galerie

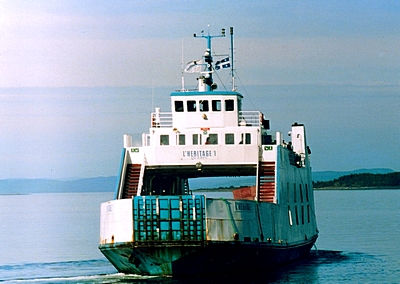
L’héritage I traversier entre Trois-Pistoles et Les Escoumins.
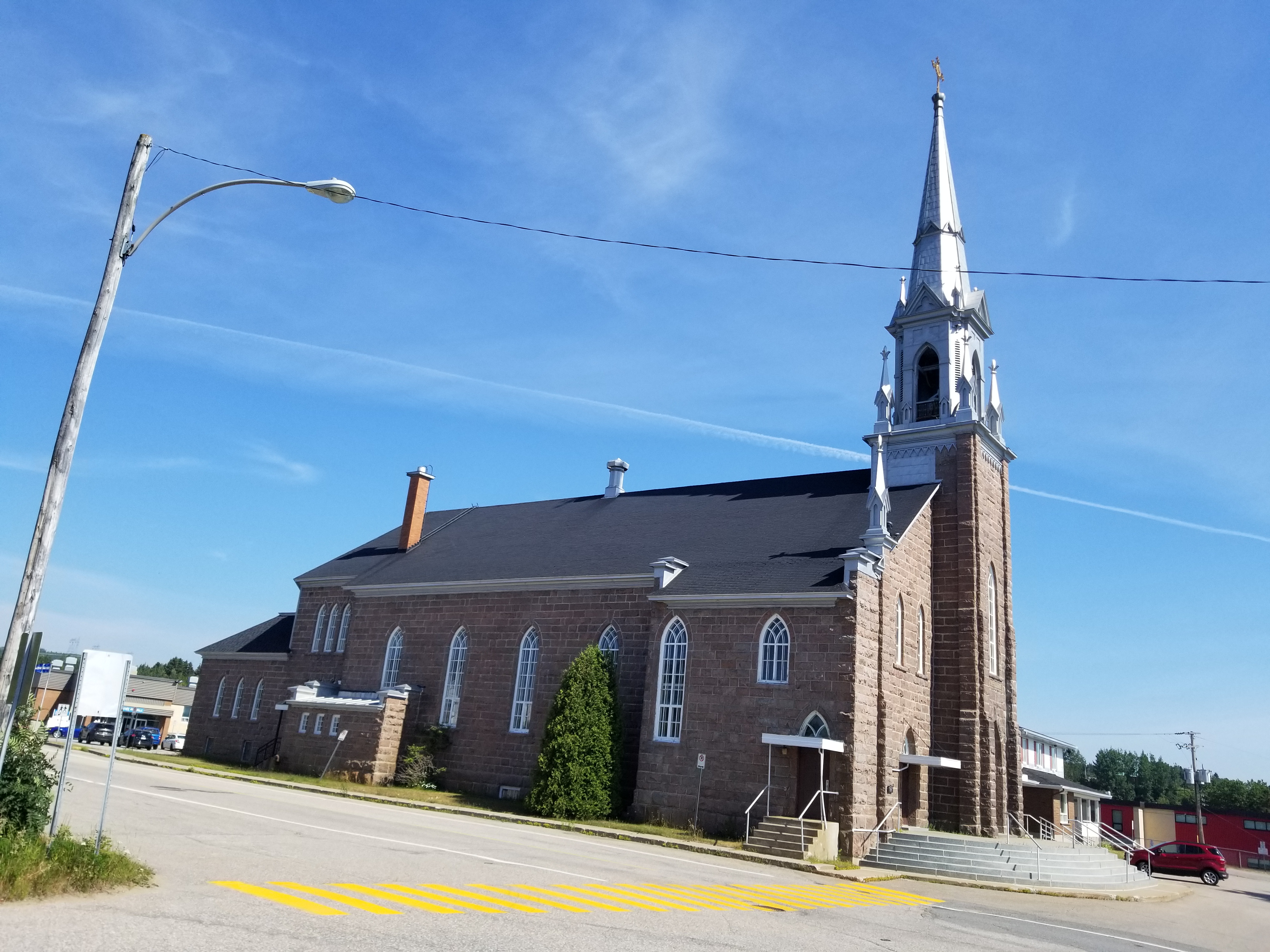
Église des Escoumins vue de profil, située sur le coteau.
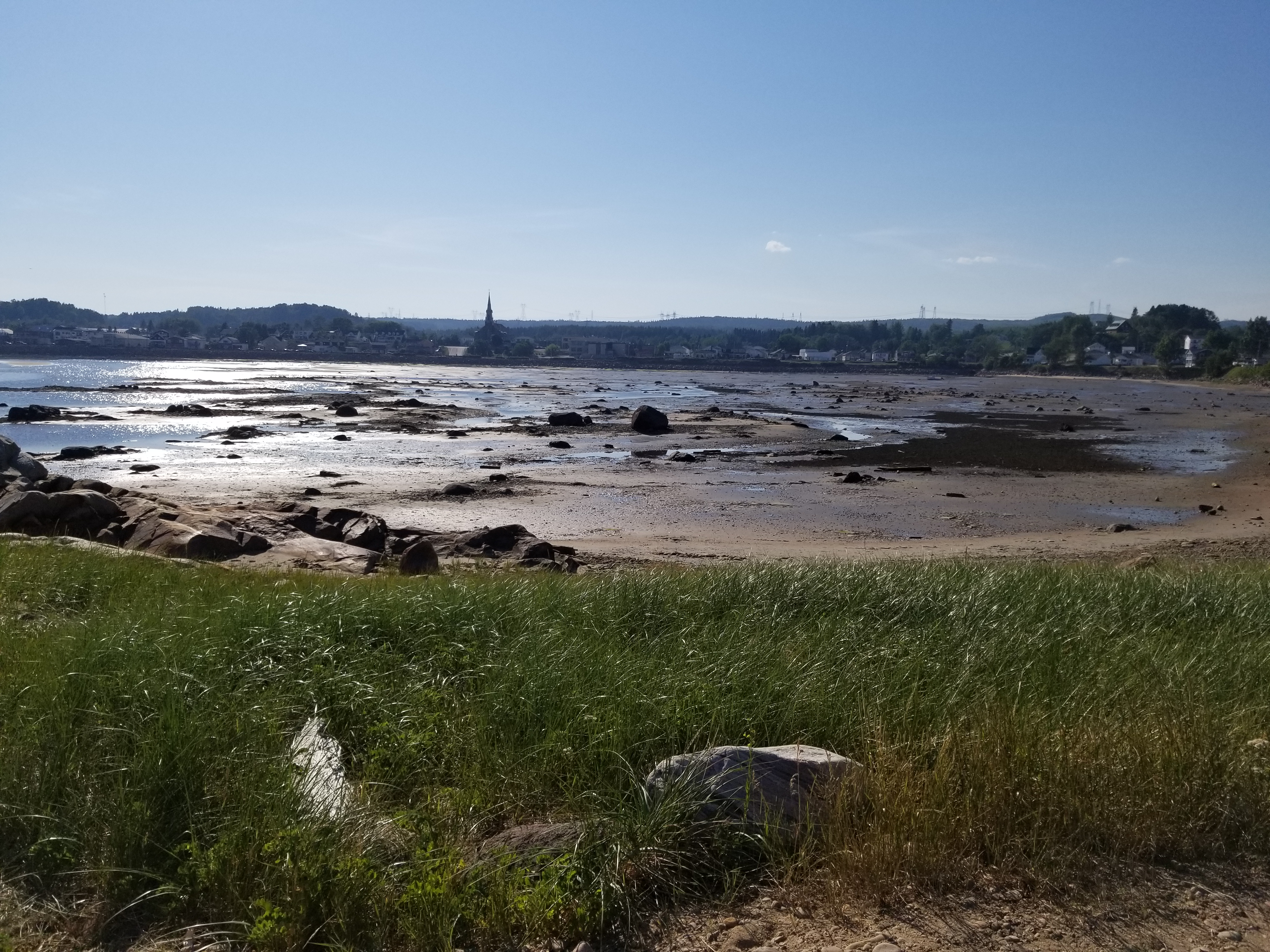
Village des Escoumins vue à marée basse à partir de la presqu'île Pointe-de-la-Croix le 21 juillet 2018.
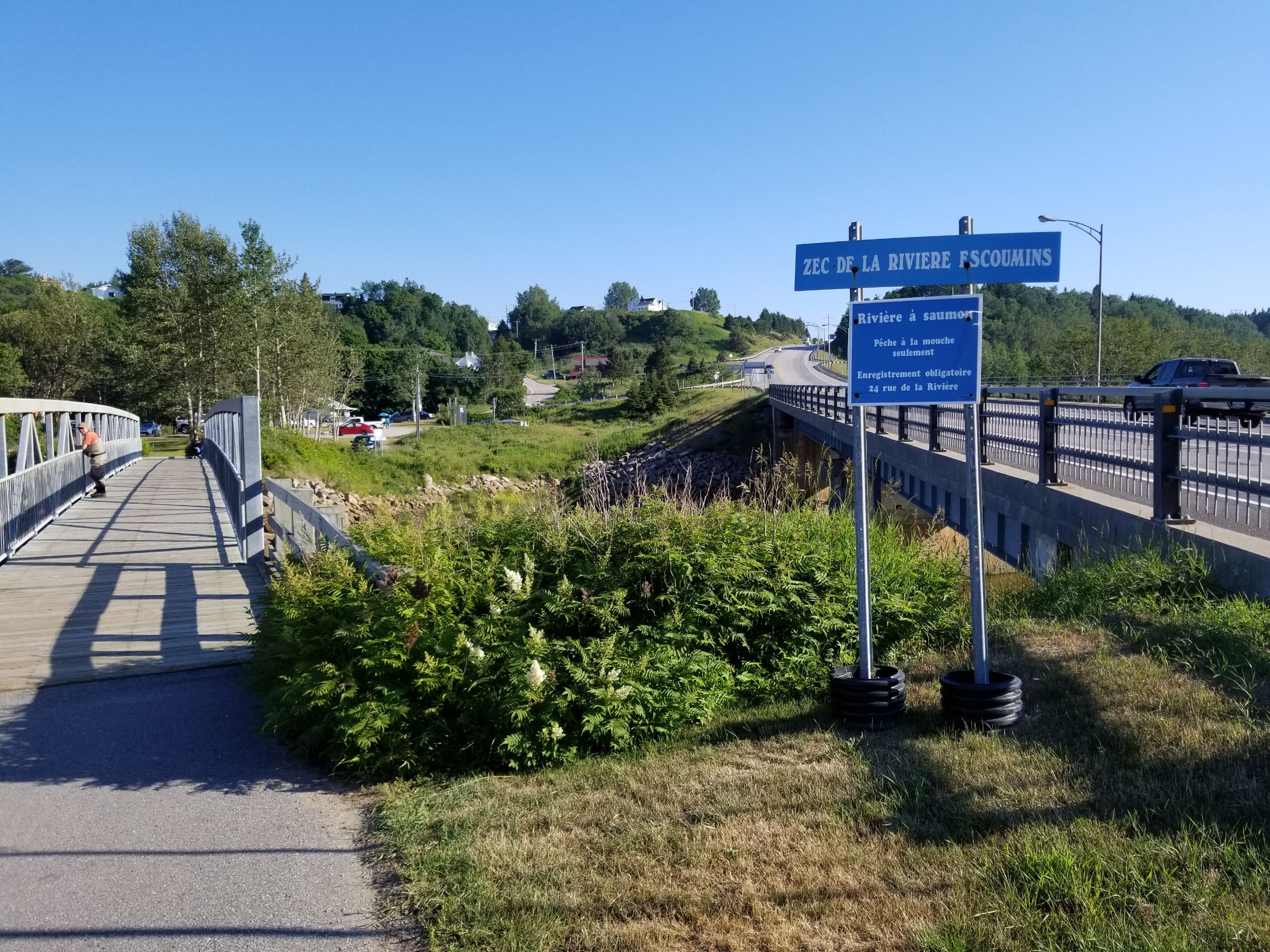
Pont piétonnier enjambant la rivière des Escoumins, connexe au pont de la route 138, au village des Escoumins sur la Côte-Nord, le 21 juillet 2018.
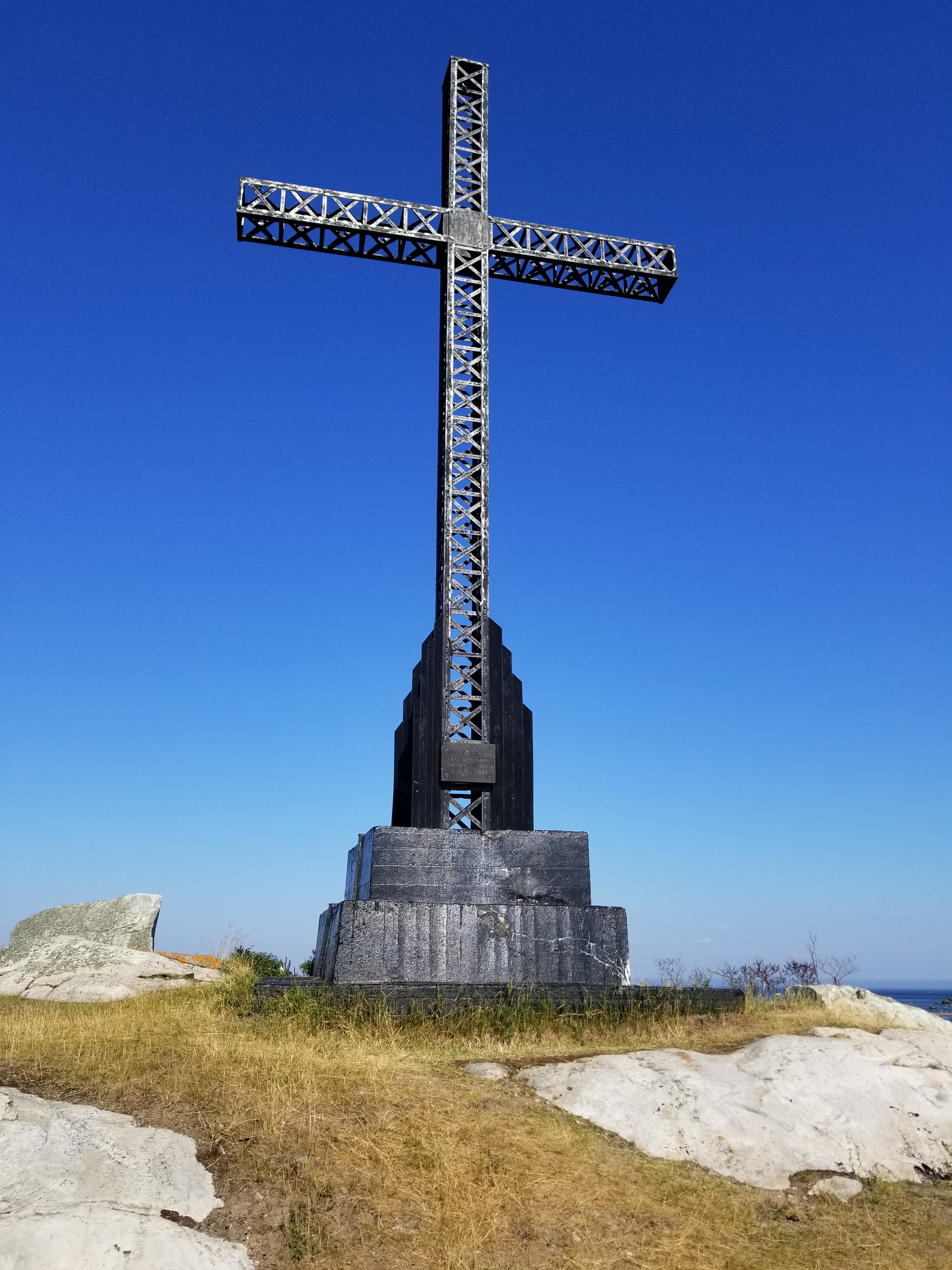
Croix de métal et lumineuse érigée à l'extrémité de la presqu'île, face au village des Escoumins, sur la Côte-Nord.
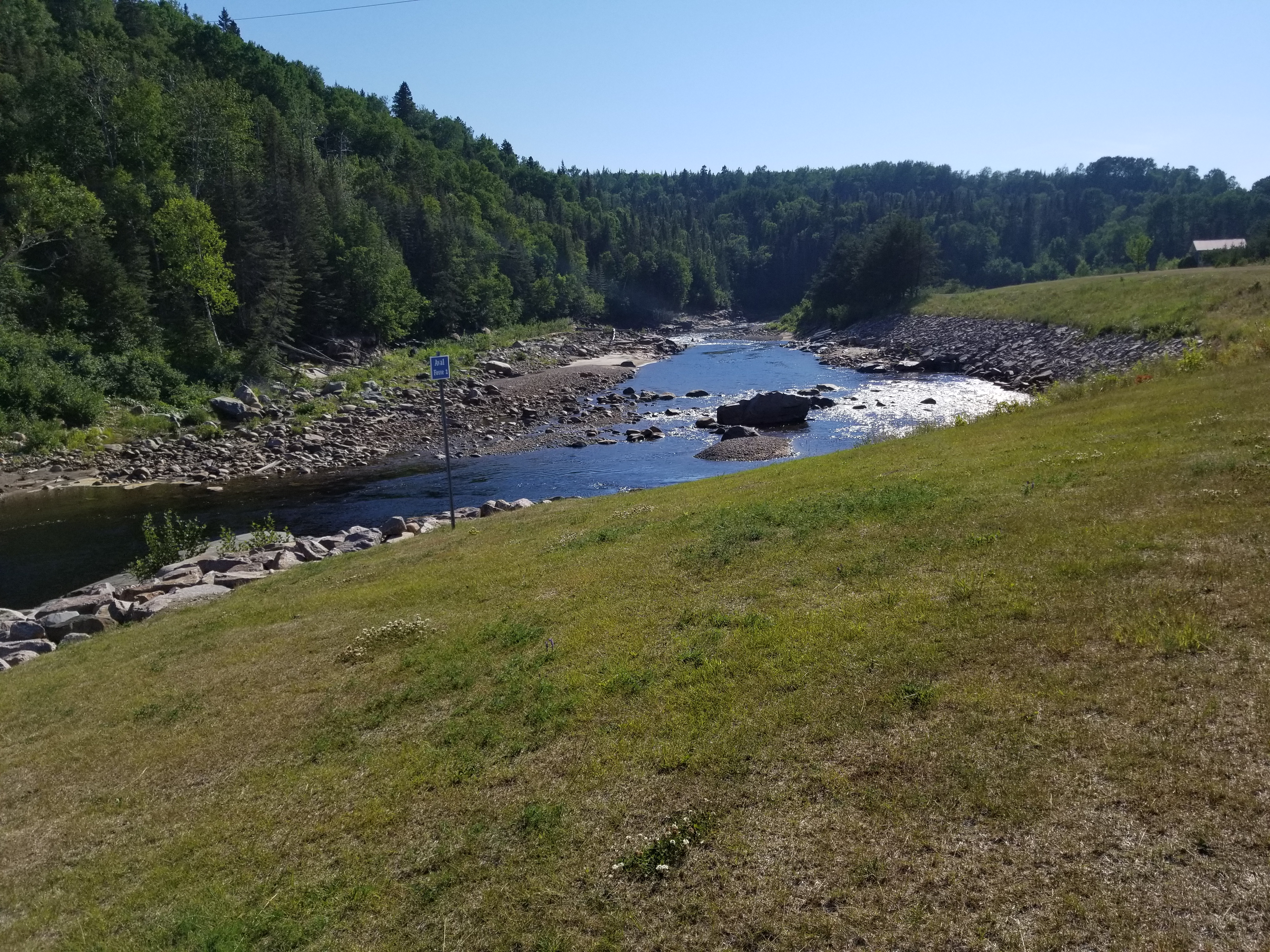
Fosse à saumon no. 2 sur la "rivière à Saumon", au village des Escoumins, en amont du pont de la route 138, soit près du bureau-chef de MRC.
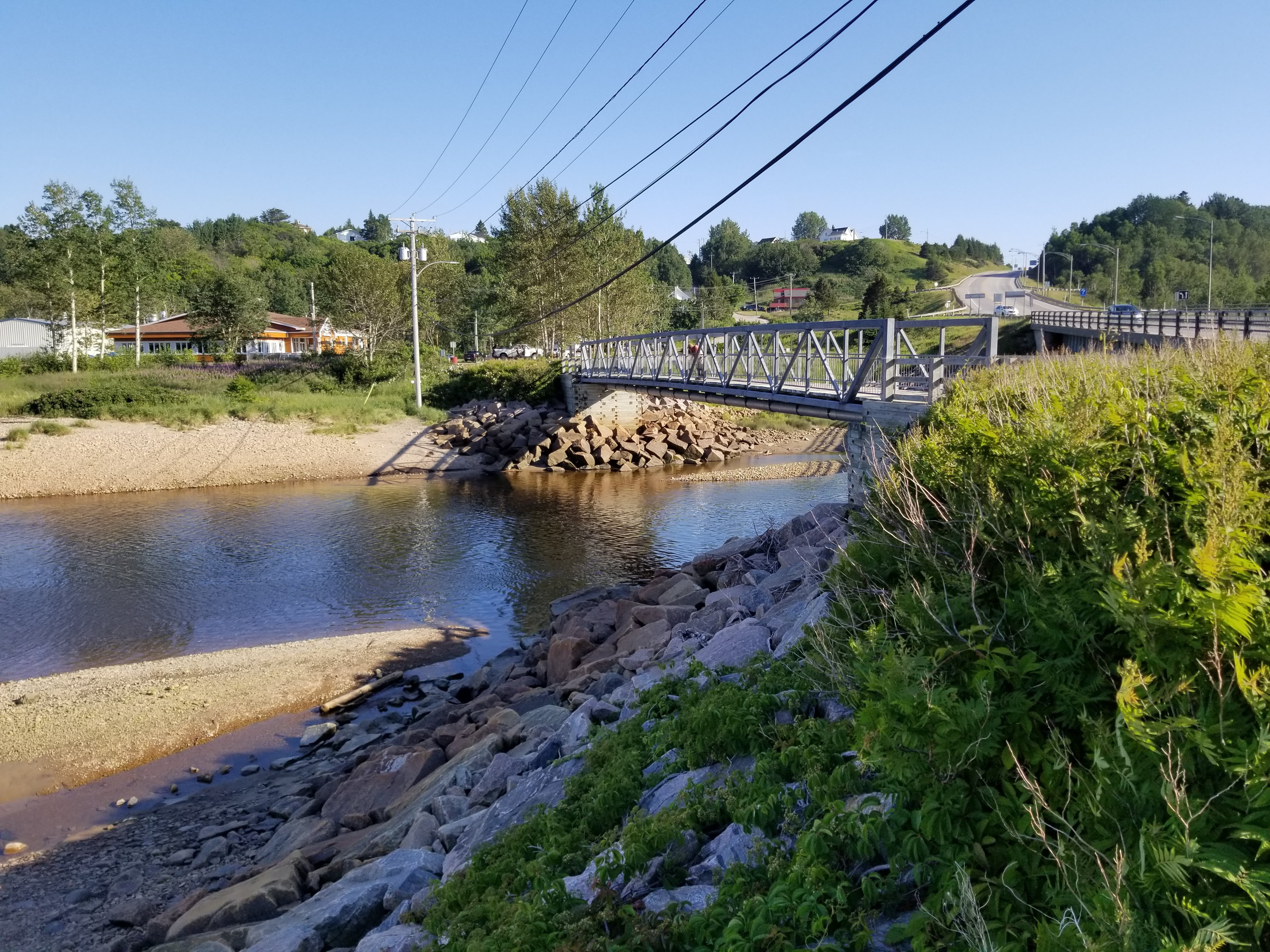
Pont piétonnier voisin du pont de la route 138 enjambant la rivière des Escoumins au village.
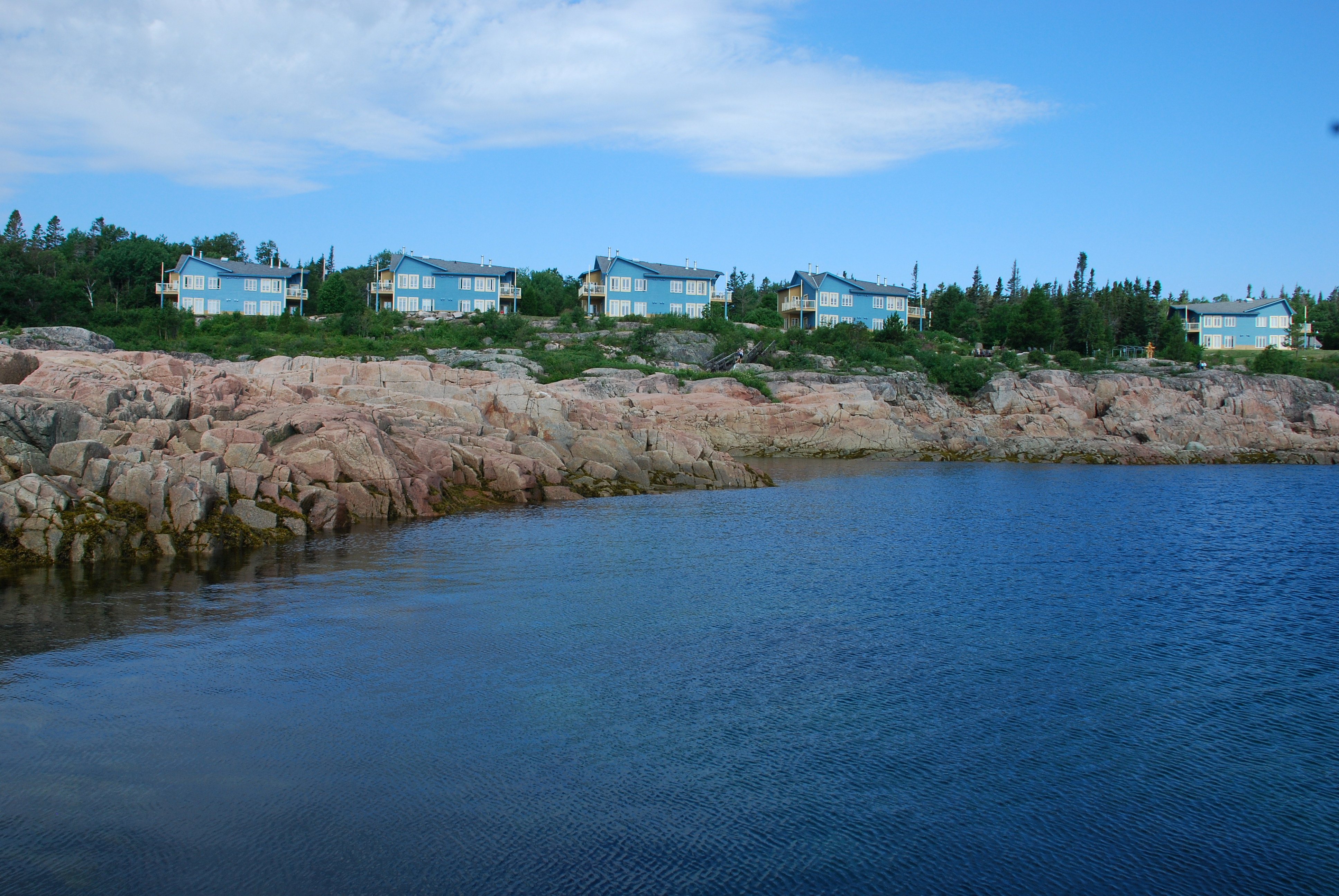
Condo Hôtels Natakam aux Escoumins.